# Горња Србица
Горња Србица (алб. Sërbicë e Epërme) је насељено место у општини Призрен, на Косову и Метохији. Према попису становништва из 2011. у насељу је живело 179 становника.

## Историја
У Светоарханђеловској хрисовуљи цара Душана из 1348. помиње се као село Србице са ђевђелијама (воћњацима) и "путем који иде из села Корише у Србице". Јастребов каже: "Између пута и села Горње и Доње Србице на брежуљку је обељена (окречена) црква сабориште хришћана". Српски конзул у Приштини известо је своју владу са су Арбанаси, 11. фебруара 1899. године, пароха србичког Јована Костића претукли кундацимаи оставили на путу мислећи да је мртав. Његови сељани и брат су га пренели у Призрен код лекара где је после четири дана преминуо.
На јужном брегу изнад села, на остацима старе цркве, међу осам столетних дубова, Срби мештани, уз помоћ призренских трговаца и занатлија, подигли су 1863. године нову цркву Св. Василија Исцелитеља, како је то стајало до 1999. урезано на ктиторској плочи изнад улаза у храм. Црква је имала иконостас и збирку икона које су у цркву доношене из Призрена и суседних села. Тако се у цркви налазила књига Службеник из 1777, коју је манастиру Св. Тројице Русинице даровао "поп Урош от села Битиње Доње", па је из Русинице даровано овој цркви. Село и цркву Албанци су јуна месеца 1999. године спалили и срушили, а Србе протерали.

## Становништво
У селу је 1940. било 14 домаћинстава православних Срба, 4 католичкик Албанаца и 1 муслиманских Рома, свега 19.
Срби
- Филиповић (1 дом.) црквењак, родом из Призрена.
- Михајловићи (2 дом. Аранђеловдан). Старци су дошли давно из Смаћа (по другима из Доње Србице) где их још има једна породица а има их и у Призрену.
- Секулићи (1 дом.) су из Доње Србице. Њихово кумство са Михаиловићима је joш од Косова.
- Вуца (3 дом. Св. Петка) су старином из Шпинадије.
- Андрејини (6 дом., Св. Врачи у лето и у зиму). Сматрају се да су „Гаш“.
- Костићи (2 дом., Св. Варвара). Отац им је био из Корише.

Албанци - католици
- Битичи (2 дом. Никољдан и Спасовдан). Преци су им прошли кроз многа села: из матице кренули због крви, а после се премештали као чифчије. У Србицу су дошли из Јаноша у Ђаковичкој нахији. У Србицу је дошао дед Михаила Пјетра.
- Кушнин (1 дом.) су Мирдити, а овамо су дошли из Вогова у Ђаковичком срезу.
- Тсач (1 дом., Св. Атанасије).

Роми
- Сефовићи (1 дом.) су дошли из Ландовице још за турског времена, пре 1912.

## Демографија
Према попису из 2011. године, Горња Србица има следећи етнички састав становништва:
| Националност | 2011.        |
| Албанци      | 179 (100,0%) |
| Укупно       | 179          |

| Демографија | Демографија | Демографија |
| Година      | Становника  | Становника  |
| ----------- | ----------- | ----------- |
| 1948.       | 177         |             |
| 1953.       | 191         |             |
| 1961.       | 244         |             |
| 1971.       | 308         |             |
| 1981.       | 342         |             |
| 1991.       | 383         |             |
| 2011.       | 179         |             |